# Клевер Юлій Юлійович
Юлій Юлійович Клевер ( нім. Julius Sergius von Klever, рос. Юлий Юльевич Клевер) — російський живописець-пейзажист німецького походження. Отримав визнання як пейзажист салонно-академічного напрямку. Академік Імператорської Академії мистецтв (1878). Класний художник першого ступеня (1876). Професор (1881).

## Біографія
Юлій (при народженні Юліус) Клевер походив із німецького балтійського роду фон Клевер; його батько був магістром хімії і викладав у ветеринарному інституті в Дерпті.
З дитинства виявляв схильність до малювання і 1867 року, після закінчення Дерптської гімназії, за наполяганням батька почав вчитися в архітектурному класі Імператорської Академії мистецтв, проте незабаром перевівся в пейзажний клас — навчався у С. М. Воробйова, потім — у М. К. Клодта. Отримав малу і велику срібні медалі від Академії мистецтв (1870).
1871 року його картина «Занедбаний цвинтар взимку» була позитивно оцінена художнім співтовариством і придбана графом П. С. Строгановим. У 1872 році його картина «Захід» була придбана великою княгинею Марією Миколаївною.
1874 року на стендах Товариства заохочення мистецтв він організував свою персональну виставку. 1875 року Ю. Ю. Клевер отримав премію Товариства заохочення мистецтв за картину «Занедбаний парк», а 1876 року — за картину «Перший сніг на зораному полі». 1876 року відбулася його друга персональна виставка. Після того, як в 1876 році його картину «Березовий ліс» побажав придбати Олександр II, Юлію Юліовичу було присвоєно звання класного художника першого ступеня, хоча він ще не закінчив академічного курсу. 1878 року за картину «Старий парк» («Вид занедбаного парку в Марієнбурзі») він отримав звання академіка живопису.
У 1879 році разом з В. В. Самойловим він працював на острові Нарген. У результаті, одна з його картин — «Ліс на острові Нарген» — була придбана П. М. Третьяковим, інша — «Острів Нарген» — великим князем Олексієм Олександровичем, а «Ліс узимку» — Олександром III. Академія мистецтв за картину «Лісова глухомань» присвоїла Ю. Ю. Клеверу звання професора.
Для палацу в маєтку А. Г. Кузнєцова у Форосі їм був написаний ряд картин.
А в 1890-х роках відбулася подія, у результаті якої Ю. Ю. Клевер виїхав до Німеччини: його залучили як свідка до гучної справи про фінансові зловживання його знайомого, колишнього конференц-секретаря Академії мистецтв П. Ф. Ісєєва.
Сім'я Клеверів повернулася до Росії тільки в 1915 році. Після повернення на батьківщину він влаштував виставку в Москві. Після Жовтневого перевороту Ю. Ю. Клевер отримував матеріальну підтримку від Товариства художників імені А. І. Куїнджі. До кінця життя викладав в Академії Мистецтв і в Центральному училище технічного малювання, де завідував кафедрою монументального живопису.
Помер 34 грудня 1924 року, похований на Смоленському православному кладовищі.

## Роботи
Роботи Ю. Ю. Клевера знаходяться в Російському музеї, Третьяковській галереї, Одеському художньому музеї, Естонському художньому музеї, Тартуському художньому музеї, Серпуховському історико-художньому музеї, музеях Зарайська, Барнаула, Владимира, Волгограда, Калуги, Козьмодем'янська, Костроми, Краснодара, Липецька, Великого Новгорода, Севастополя, Семея, Серпухова, Ставрополя, Сиктивкара, Тамбова, Ульяновська, Алма-Ати, Єревана, Воронежа та в приватних колекціях.

## Галерея

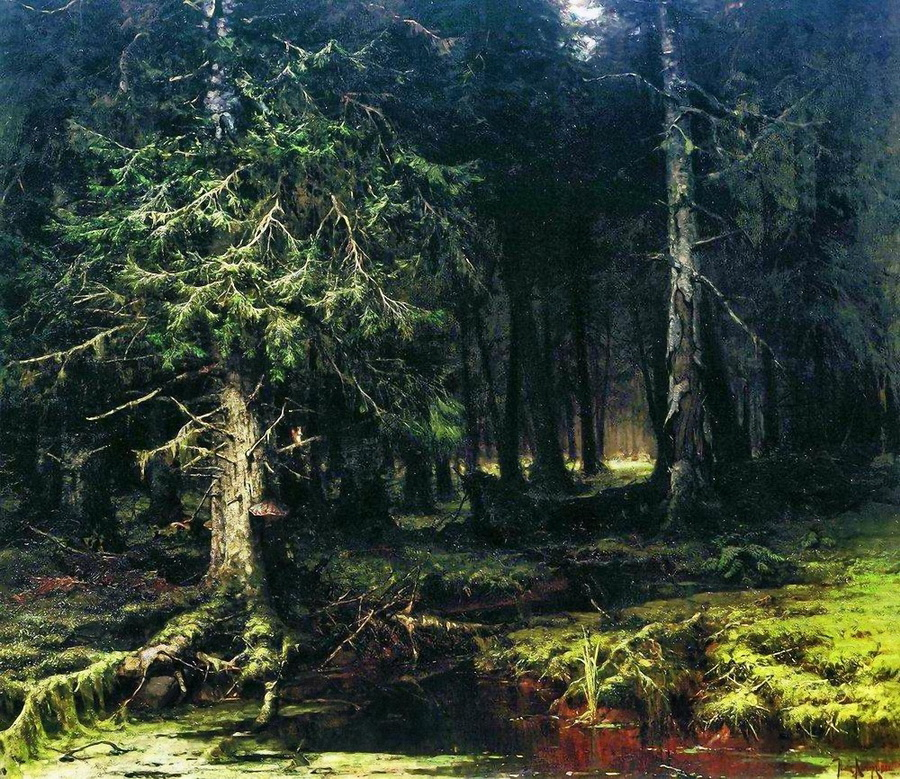
«Незайманий ліс», 1880.
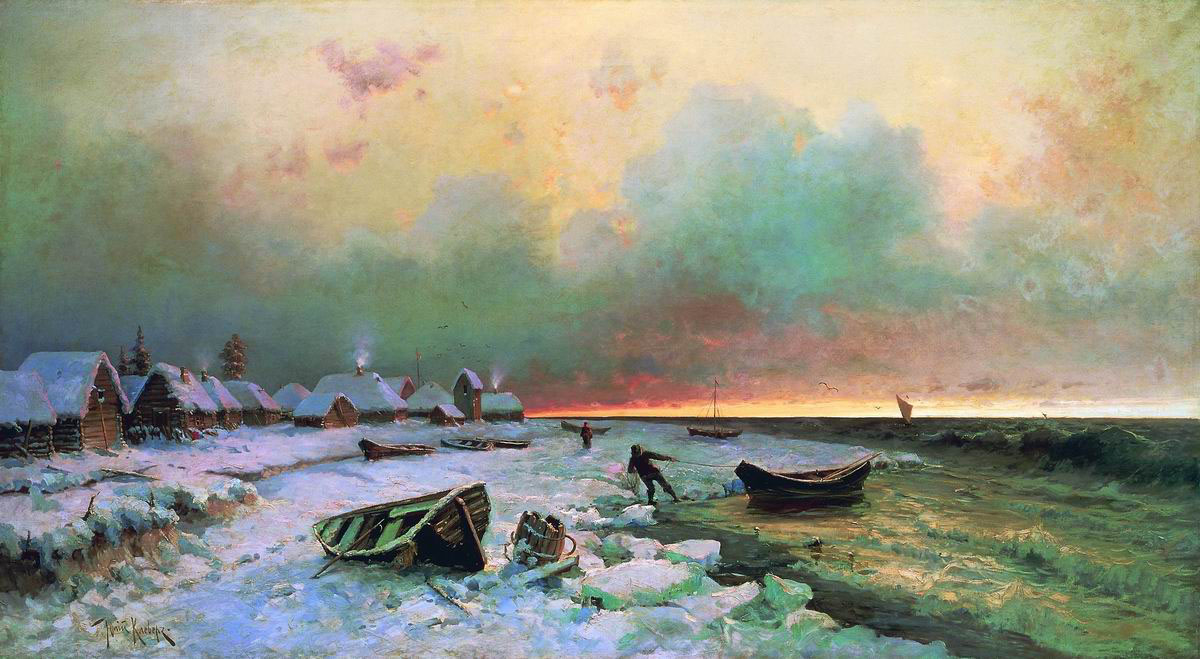
«Село на острові Нарген», 1881.
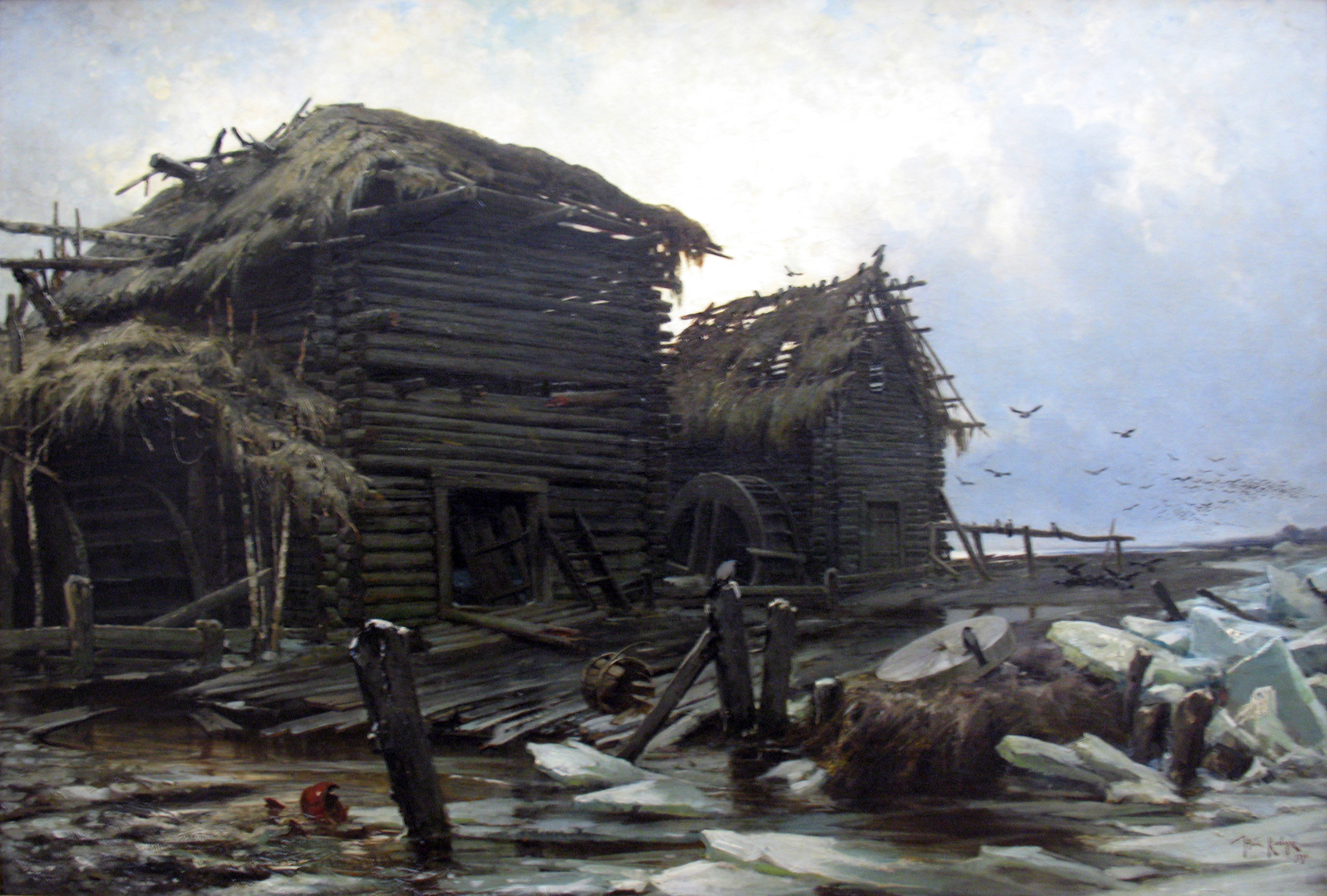
«Покинутий млин», 1890.
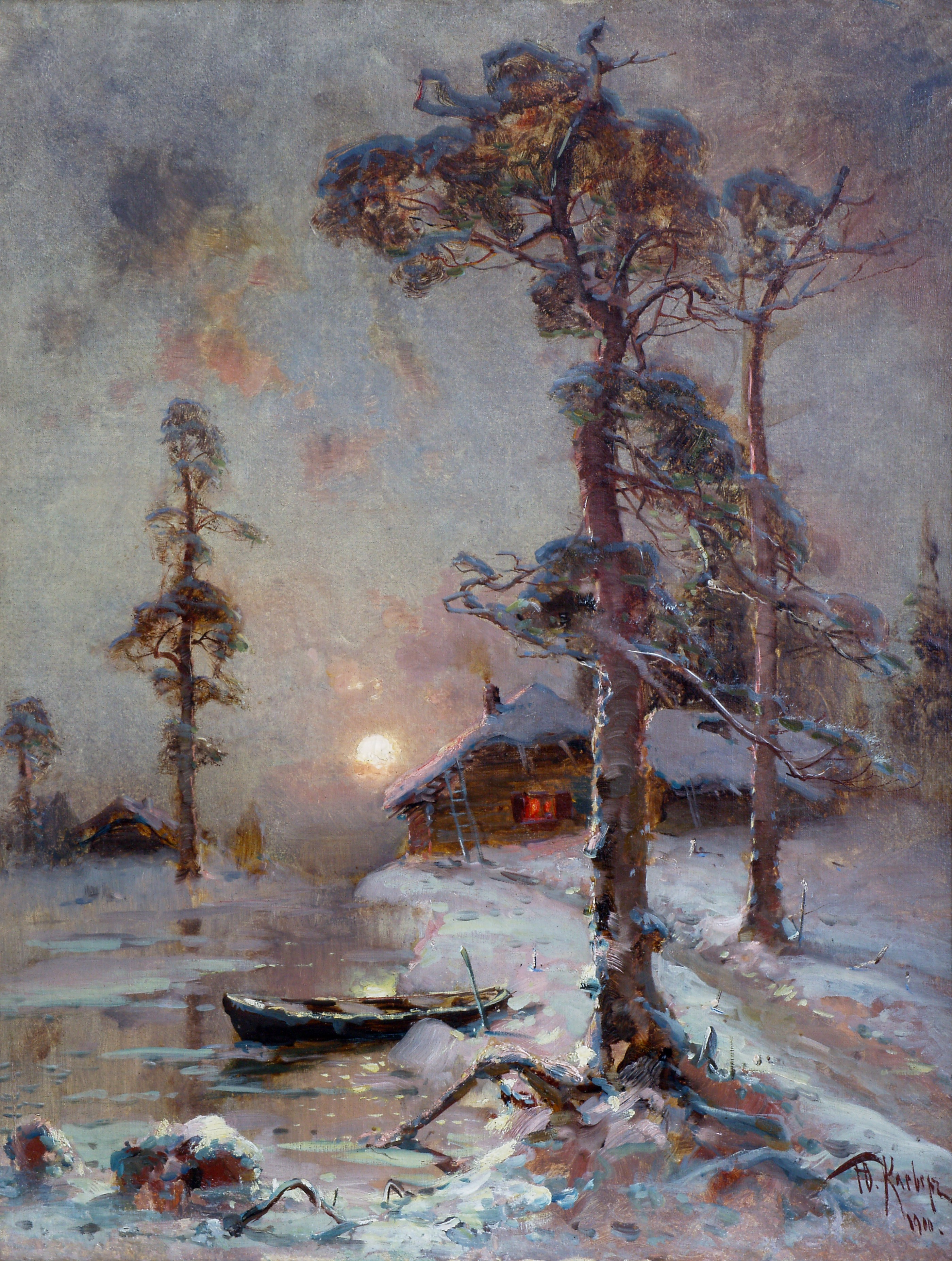
«Зимовий захід сонця», 1890.
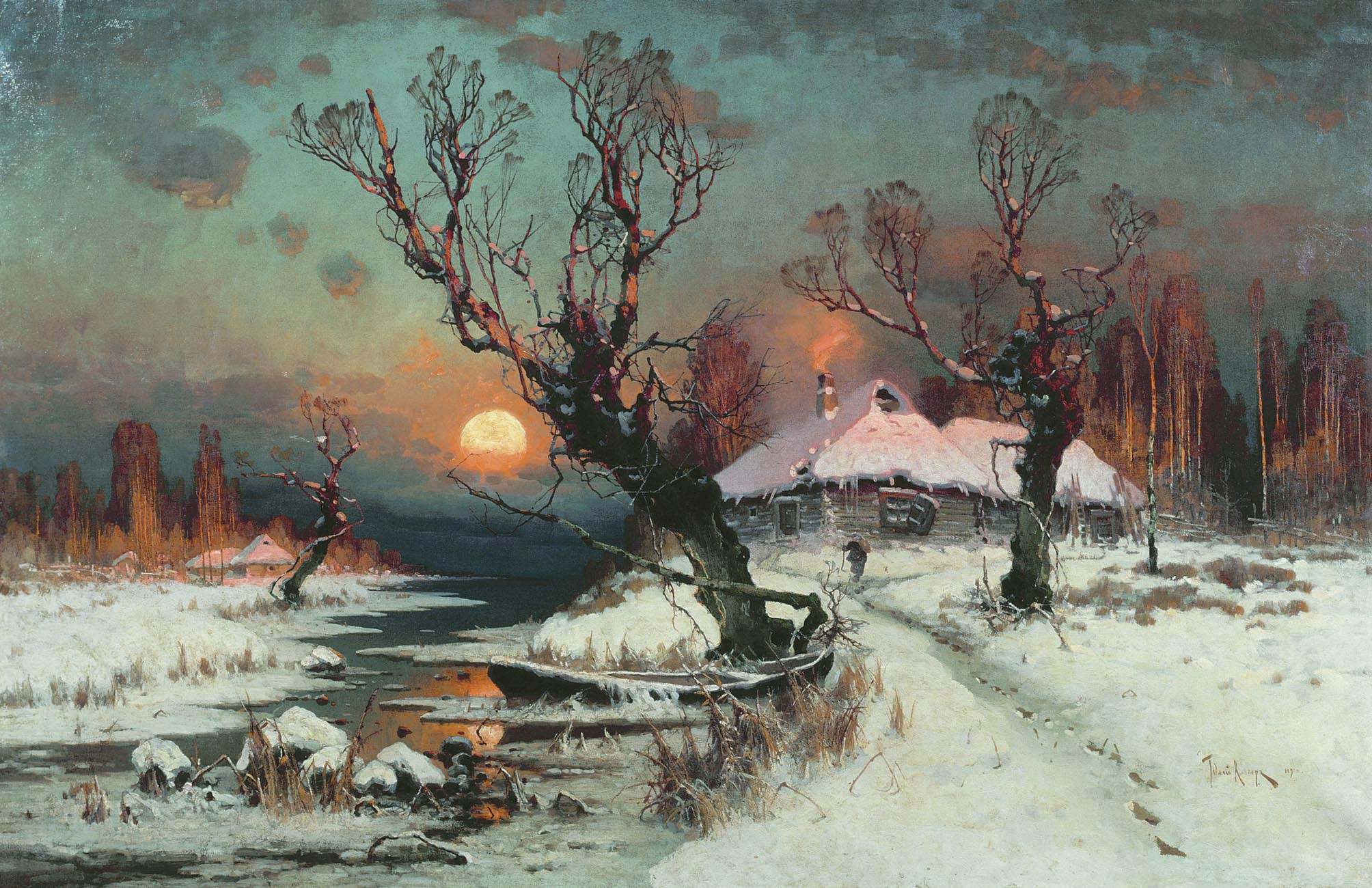
«Захід сонця взимку», 1893.
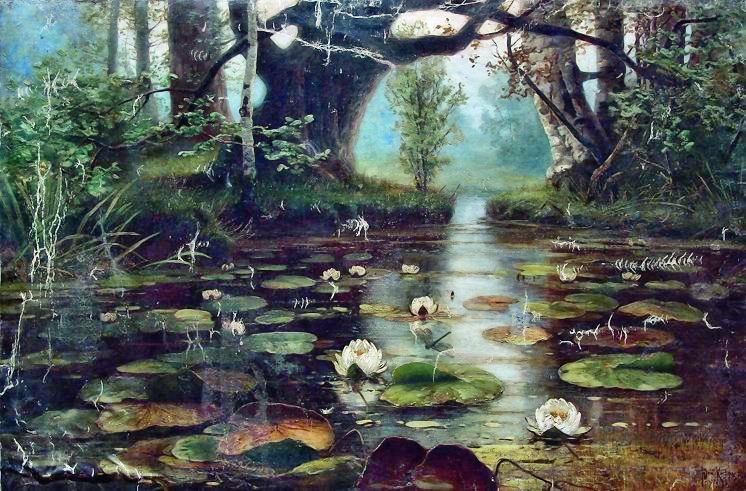
«Ставок з білими ліліями», 1893.
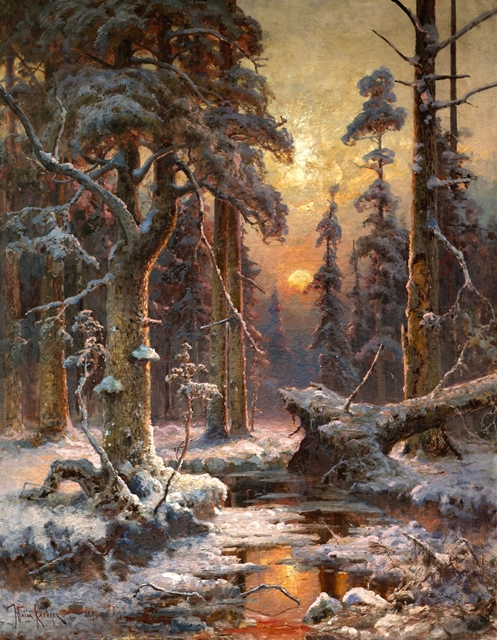
«Зимовий захід сонця в ялиновому лісі», 1896.
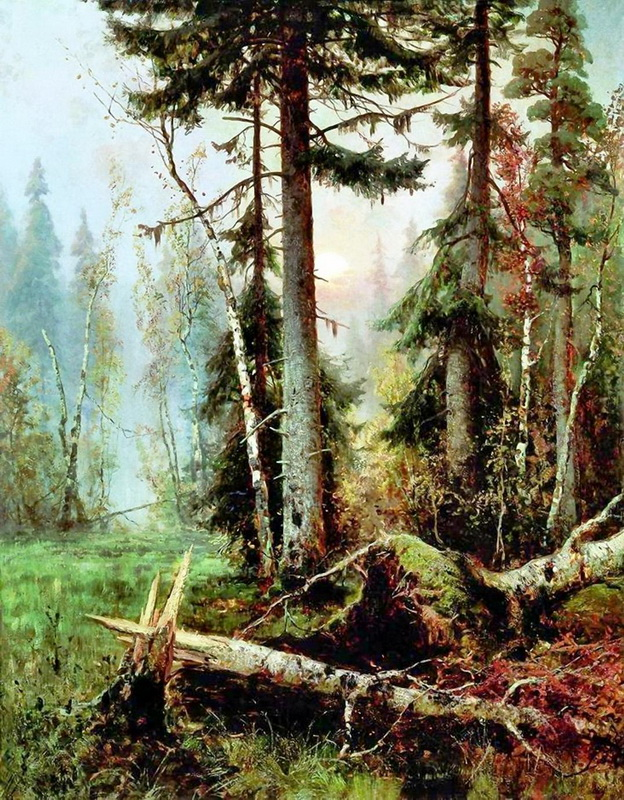
«Нетрі»
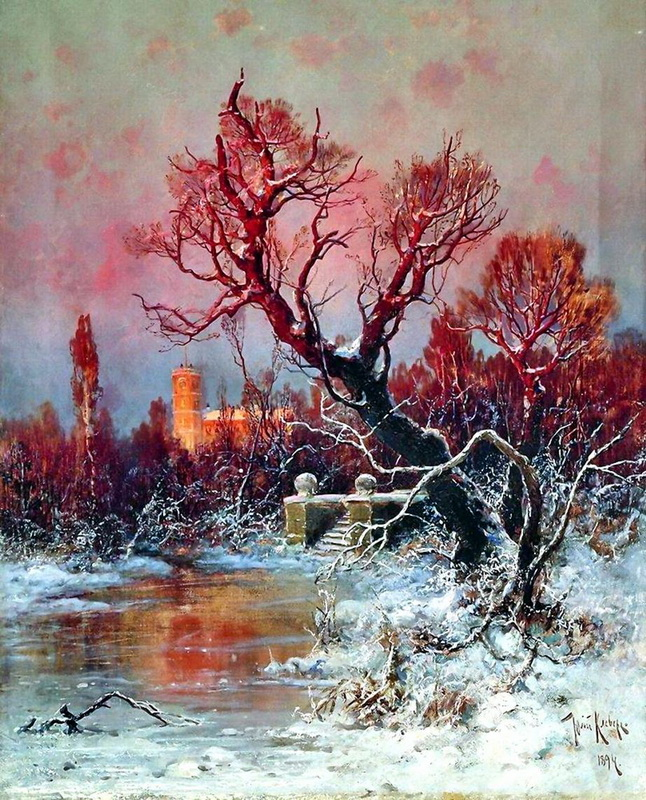
«У парку Гатчинського палацу»
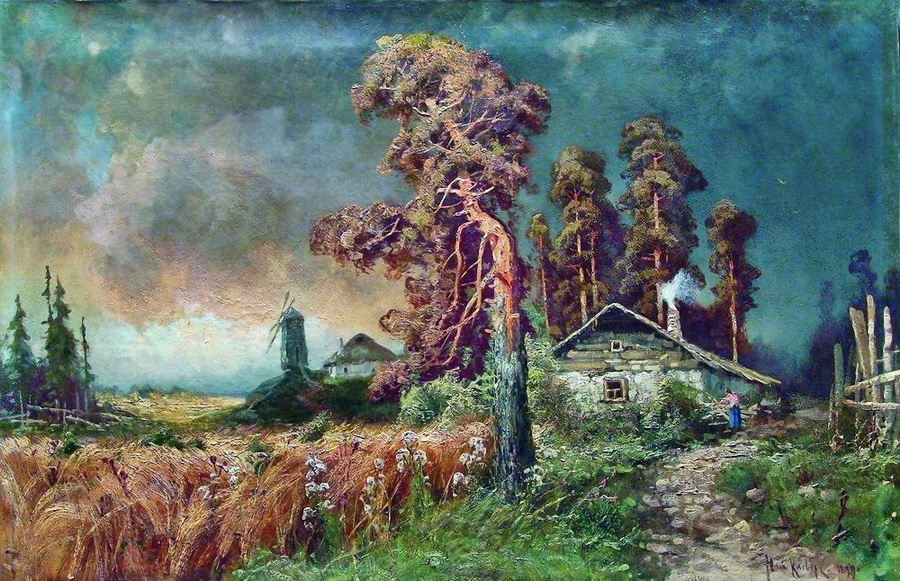
«Перед грозою», 1899.
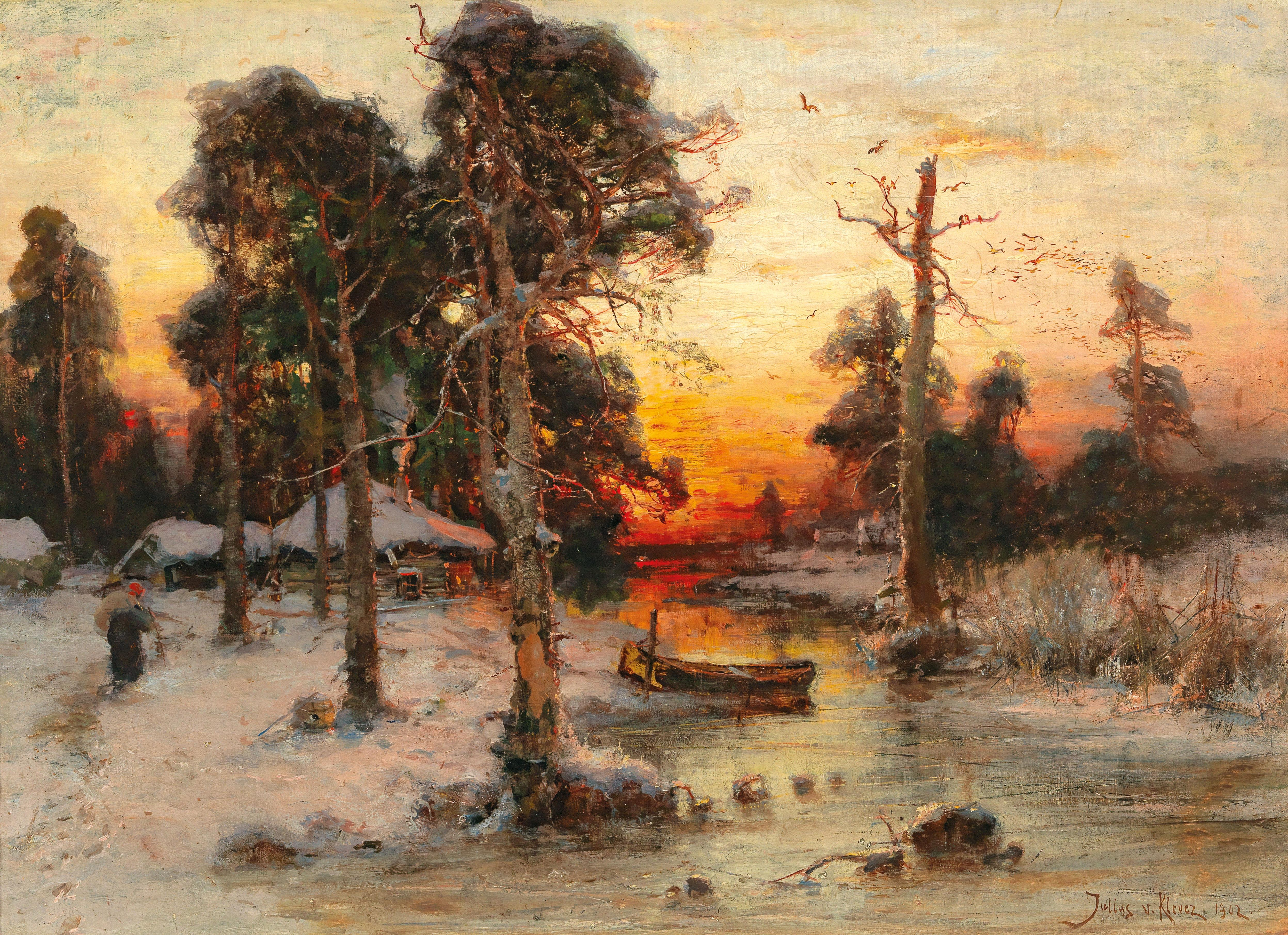
«Повернення додому на заході сонця», 1902
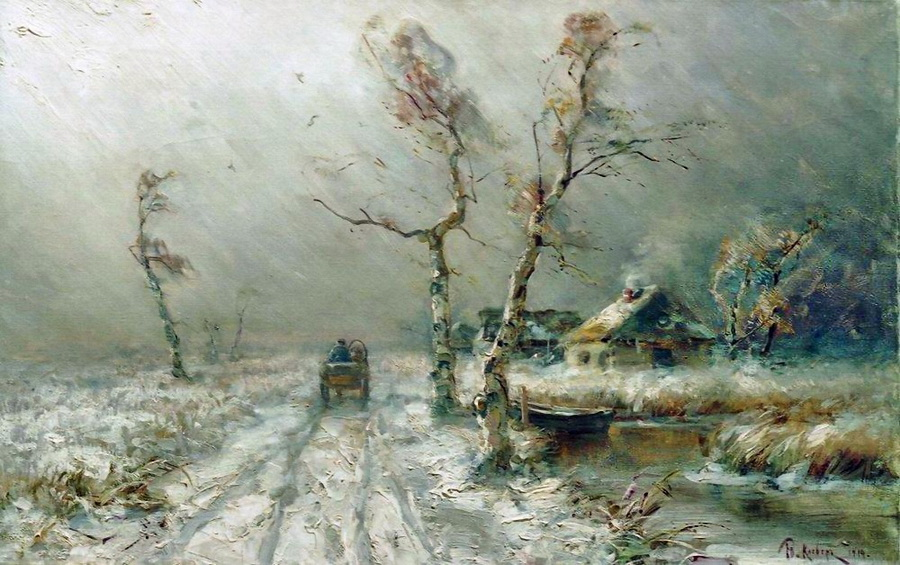
«Пурга насувається», 1910.